# بيو بيجا
بيو بيجا هي بلدة في محافظة مانتوفا في مقاطعة لومباردي الإيطالية، تقع على بعد 110كيلومترات شرق مدينة ميلان وعلى بعد 20 كيلو متر شمال غرب مانتوفا , قُدر عدد سكانها ب 1,722 نسمة في 31 ديسمبر عام 2004 , وعلى مساحة 16.4 كيلومتر مربع .
يحد بيو بيجا القُرى الآتية : أسولا, كاسالولدو, سيريسارا , غازولدو إيبو ليتي , ماريانا مانتوفانا , ريدونديسكو.